# Erpobdella punctata
Erpobdella punctata (Ерпобдела поцяткована) — вид п'явок роду Erpobdella родини Erpobdellidae ряду Безхоботні п'явки (Arhynchobdellida). Має 2 підвиди.

## Опис
Загальна довжина сягає5 см. У неї 4 пари очей. Має 2 присоски, з яких передня набагато більша за задню. Тіло складається з 5-кільцевих сомітів. Кожне кільце майже дорівнює іншому. Гонопори розділено 2 або 2,5 кільця.
Забарвлення коричневе. Підвиди насамперед різняться через наявність або відсутність 2 чорних смуг по середині спини.

## Спосіб життя
Воліє до прісних ставків та струмків, часто мігрує вгору за течією. Активний хижак, що ковтає дрібних представників роду веслоногих раків і бокоплавів, комах з родини дзвінцевих, малощетинкових черв'яків. Також вживає відходи, що залишають по себе саламандри. При цьому полябляє пересуватися на саламандрах, але не живиться їх кров'ю.
Як більшість п'явок є гермафродитом. Відкладає яйця у травні — до 50 яєць в 10 коконах. Інкубаційний період триває 2-3 тижні.

## Розповсюдження
Широко поширена в США (навіть на Алясці) та Канаді.

## Підвиди
- Erpobdella punctata punctata
- Erpobdella punctata coastalis